# La Historia (album Ricky’ego Martina)
La Historia - płyta największych przebojów portorykańskiego piosenkarza Ricky’ego Martina. Nagrania na albumie są wyłącznie w języku hiszpańskim i obejmują pięć pierwszych płyt Martina. Składanka nie zawiera nowych utworów poza przeróbką dwóch pierwszych singli z albumu Ricky Martin „Fuego Contra Fuego” i „El Amor de Mi Vida”.

## Lista utworów
1. „María (Spanglish Radio Edit)”
2. „Vuelve”
3. „Bella (She's All I Ever Had)”
4. „La Bomba”
5. „A medio vivir”
6. „Perdido sin ti”
7. „Livin’ la Vida Loca (Spanish Version)”
8. „Volveras”
9. „La copa de la vida (Spanish)”
10. „Fuego de noche, Nieve de día”
11. „She Bangs (Spanish Version)”
12. „Bombón de azúcar”
13. „Fuego contra fuego”
14. „Te extraño, te olvido, te amo”
15. „Por arriba, por abajo”
16. „El amor de mi vida”
17. „Sólo quiero amarte (Nobody Wants to Be Lonely) (Radio Edit)”

## La Historia DVD
1. María (Spanglish Radio Edit)
2. Te extrano, te olvido, te amo
3. Fuego de noche, nieve de día
4. Volverás
5. Vuelve
6. La copa de la vida (oficjalny utwór mundialu we Francji '98) (Spanish)
7. La Bomba
8. Por arriba, por abajo
9. Perdido sin ti
10. Livin’ la Vida Loca (Spanish Version)
11. Bella
12. She Bangs (Spanish Version)
13. Sólo quiero amarte (Nobody Wants to Be Lonely)

## Notowania i sprzedaż
| Kraj                            | Najwyższa pozycja | Certyfikat  | Sprzedaż  |
| ------------------------------- | ----------------- | ----------- | --------- |
| Szwecja                         |                   |             | 40,000+   |
| U.S. Billboard 200              | 83                | 2x Platyna  | 2,000,000 |
| U.S. Billboard Top Latin Albums | 1                 | 10x Platyna | 2,000,000 |